# Allan Noble
Allan Herbert Percy Noble (2 mai 1908 - 17 novembre 1982) est un commandant naval anglais, homme politique et diplomate.

## Carrière
Il est le fils aîné de l'amiral Sir Percy Noble. Il rejoint la Royal Navy en 1926 et est commandant de destroyer pendant la Seconde Guerre mondiale, décoré de l'Ordre du Service distingué et de la Distinguished Service Cross (Royaume-Uni). Il prend sa retraite de la marine en 1946 et entre au Parlement comme député conservateur de Chelsea. Il est secrétaire parlementaire privé d'Anthony Eden de 1947 à 1951. Il est également secrétaire parlementaire et financier de l'amirauté de 1951 à 1955, sous-secrétaire d'État parlementaire aux relations avec le Commonwealth de 1955 à 1956 et ministre d'État aux Affaires étrangères de 1956 à 1959. Il est nommé conseiller privé en 1956. En 1961, il devient ambassadeur spécial en Côte d'Ivoire. Il est décédé en 1982.